# Equinocultura
Equinocultura é a área da Zootecnia que trata da criação de equinos, ou seja cavalos, especialmente de raça. Normalmente não tem como finalidade a produção de alimentos, o que o descaracteriza como animal de produção, aproximando-o como animal de companhia.
Atividade similar à equinocultura (equinocultura, no Brasil) é a equideocultura que abrange a criação de asininos (asnos, burros, jumentos) e de seus híbridos com o cavalo: o bardoto (cavalo com jumenta) e a mula (jumento com égua).
Os cavalos normalmente são criados para serem comprados e/ou ensinados e em raros casos são usados para a produção de alimentos, já que a carne de cavalo é pouco consumida, sendo esta atividade um aproveitamento secundário.
Cavalos são animais de comportamento natural gregário. O ancestral do cavalo evoluiu para viver em grupos, migrando em busca de um ambiente seguro e realizando diversas atividades ao longo do dia.
A chegada de cavalos no Brasil só foi registrada em 1549. Naquele ano, Tomé de Souza (primeiro governador-geral) mandou virem alguns animais, de Cabo Verde para a Bahia, na caravela Galga. Assim, nos primeiros anos da Colônia, a sua criação (junto com o gado bovino) foi iniciada formalmente e seria  fundamental para a formação do Brasil.
Com o passar do tempo e a falta de condições de alguns proprietários de oferecer um ambiente adequado ao comportamento natural do cavalo, foi criada a cultura de se confinar estes animais em baias. Diante disso uma série de cuidados deve ser tomada para a construção desta instalação. O cavalo é uma presa e evoluiu para escapar de situações perigosas e desagradáveis, o que pode causar-lhes ferimentos, principalmente quando são mantidos em baias pequenas. O criador deve procurar solta-lo em algum piquete ou pastagem, pelo menos algumas horas por dia para que o mesmo venha a expressar seu comportamento natural. Dentro da gama de problemas que os animais venham a apresentar, pode-se dizer que as instalações e o manejo são os de maior relevância no bem estar para os equinos.
Instalações apropriadas proporcionam um melhor estado de saúde para o animal, previnem acidentes e proporcionam maior tranquilidade, o levando a um equilíbrio mental que lhe permite aproveitar melhor os nutrientes oferecidos com menor desgaste energético para mantença. 
Hoje o Brasil tem um rebanho equino aproximado de 5,5milhões de cabeças (IBGE). O mercado do agronegócio movimenta cerca de R$ 16 bilhões, e geram 3,2 milhões de empregos diretos e indiretos.

## Instalações
Baias são instalações destinadas ao confinamento de equinos, geralmente animais destinados a competições, sejam elas morfológicas ou funcionais. Estas benfeitorias devem fornecer ao animal estabulado um conforto físico e psicológico, e um bem-estar que assegure uma nutrição e sanidade adequada. As baias podem ser alocadas de várias maneiras dentro de um galpão, ou de forma livre desde que tenha as medidas necessárias, e ofereça conforto térmico aos animais estabulados.A baia deve ter no mínimo 3x4=12m2 sendo ideal para o conforto do animal uma baia de 4x4=16m2, com pé direito de no mínimo 2,80m. Espaços muito reduzidos, principalmente associados a longos períodos confinados, causam estresse e grande frustração ao animal. Deve ser construída de forma que seja a favor dos ventos predominantes, e que o sol não venha a bater durante todo o dia na instalação. 

## Tipos de Baia
Baias de alvenaria: Baia com boa durabilidade, sendo este material semelhante ao concreto e com custos menores de implantação. Recomenda-se reboco nos tijolos para que os coices dos animais não venham a quebra-los criando superfícies ponte agudas que ofereceriam riscos aos animais. A baia de alvenaria deve ter tamanho e ventilação adequados, além de proporcionar contato visual com outros animais.
Baias em galpão: Uma forma barata de instalação é construir um galpão e alojar diversas baias embaixo. Tendo-se a liberdade de escolher o material para as divisões. Seja de alvenaria, concreto, metal ou madeira. Estas facilitam a circulação do ar por serem bem arejadas. Além disso, facilitam o manejo em dias de sol ou chuva.
Baias de madeira: É um modelo antigo de baia, de baixo custo e que cria um ambiente agradável e natural ao cavalo, no entanto deve ser bem conservada. Exigem maior manutenção, pois o cavalo muitas vezes fica roendo a madeira, do contrário pode vir a apodrecer e causar lesões em cavalos que tem hábito de escoicear.

## Cochos e bebedouros
O cocho deve ter de 0,90 a 1,1m de altura levando em consideração o porte do animal embaiado, para facilitar a higienização não deve possuir cantos e sim ter fundo redondo. É recomendado que a profundidade do cocho seja de 50 a 60 cm tanto para que o habito natural do cavalo de comer ao nível do solo seja respeitado, quanto para que ao se alimentar o animal consiga visualizar o seu entorno. O bebedouro deve apresentar as mesmas características de altura e segurança que o comedouro. Os cochos e bebedouros podem ser feitos de madeira, concreto ou plástico. Independente do material, este deve ser de fácil limpeza, para que seja higienizado diariamente.

## Piso
O piso da baia tem por objetivo: facilitar a limpeza, gerar conforto físico ao cavalo, e diminuir os impactos dos membros do animal. Estes em alguns casos devido a sua rigidez devem ser cobertos por uma cama que proporcione mais bem-estar ao animal. Os custos dependem do material e da disponibilidade deste. Pisos que usem como material o concreto devem dispor de inclinação direcione os resíduos para um dreno fora da baia. Deve ser resistente a ponto de aguentar o pisoteio do animal. Quando houver um ralo e não uma canaleta este deve ser de material metálico e com pequenos furos. É obrigatório que por cima seja posta uma cama que vise o conforto físico do cavalo.
Piso de areia: Serve tanto quanto piso quanto cama, é de baixo custo, logo abaixo deste piso é ideal que se faça uma caixa de filtragem para escoamento da urina, seja ela feita com pedras ou até mesmo com carvão mineral, que atenua os odores da ureia. Uma vez ao ano ou semestralmente, dependendo da periodicidade do manejo, é necessário substituir integralmente o material do piso. 
Piso de borracha: A borracha tem uma durabilidade maior que os demais é um piso pouco absorvente, com a facilidade de poder ser lavado diariamente. Em alguns casos não há necessidade de se usar cama, no entanto tem um custo maior para a propriedade.

## Redondel
O redondel é uma instalação circular coberta ou não, presente na maioria das propriedades criadoras de equino, esta benfeitoria é direcionada ao processo de doma de animais jovens, e ao exercício diário de cavalos em treinamento. As dimensões de um redondel variam de acordo o manejo da propriedade, e em alguns lugares ao porte e a idade do animal, e vão de 12 a 35 metros. 
Madeira: O redondel de madeira é amplamente utilizado e atrativo devido à facilidade de construção, durabilidade e custo reduzido. Em contrapartida há um custo posterior e constante com manutenção como pintura e também devido à madeira ter problemas com pragas como os fungos e cupim. Outro problema que pode vir a ocorrer é que com o coice de um animal a madeira pode vir a quebrar e lesionar o animal.
Ferro: O redondel feito com ferro tem uma grande vantagem em relação aos demais que é a mobilidade, geralmente estes modelos são desmontáveis e podem ser transportados para diversos locais da propriedade. Contudo esse material tem um custo elevado e é susceptível a ferrugem o que demanda atenção com a sua manutenção. Esta estrutura deve ser planejada para ser bem resistente para suportar possíveis choques do animal que possam vir a ocorrer.

Concreto:O concreto também é utilizado na construção de redondéis, essa é uma opção de custo elevado mais que da um conforto maior tanto para o tratador como para o animal manejado, e possui uma grande vida útil. Também pode vir a causar lesões nos membros dos animais que virem a deferir coices na estrutura. Na imagem abaixo pode se observar um modelo de redondel feito de concreto e coberto.  